# 永顺县人民政府
28°59′08″N 109°51′50″E / 28.985485°N 109.863751°E
永顺县人民政府（简称永顺县政府）是中华人民共和国湖南省湘西土家族苗族自治州永顺县的行政管理机关。现任县长是向加茂，2021年上任。

## 沿革

### 反腐败工作
2012年4月，王承荣涉嫌严重违纪问题接受湖南省纪委立案调查，随后遭到开除党籍开除公职（双开）处分。

## 历任县长
| 姓名   | 就任日期   | 卸任日期   | 备注  |
| ------ | ---------- | ---------- | ----- |
| 王承荣 | 1986年8月  | 1992年11月 |       |
| 董青云 | 2001年1月  | 2004年10月 |       |
| 郑桂章 | 2004年10月 | 2009年7月  |       |
| 卢向荣 | 2009年8月  | 2012年4月  | [ 2 ] |
| 石治平 | 2012年4月  | 2014年5月  | [ 3 ] |
| 陈海波 | 2014年5月  | 2021年6月  | [ 4 ] |
| 向加茂 | 2021年10月 |            | [ 5 ] |